# Oragua gregoirei
Oragua gregoirei är en insektsart som beskrevs av Young 1977. Oragua gregoirei ingår i släktet Oragua och familjen dvärgstritar. Inga underarter finns listade i Catalogue of Life.